# Monnina macrosepala
Monnina macrosepala är en jungfrulinsväxtart som beskrevs av Chod.. Monnina macrosepala ingår i släktet Monnina och familjen jungfrulinsväxter. Utöver nominatformen finns också underarten M. m. latifolia.